# Championnats du monde de taekwondo 1977
Les Championnats du monde de taekwondo 1977 se sont déroulés du 15 au 17 septembre à Chicago (États-Unis). Cette édition est la première à s'être tenu hors de Corée. 46 nations étaient représentées par 720 athlètes et autres membres.
Comme pour l'édition précédente, 8 catégories masculines figuraient au programme et aucune féminine. 
L'athlète Hwang Ming Der (Chine Taipei) rentre dans l'histoire en devenant le premier (et le seul de l'édition) champion du monde non coréen de Taekwondo pour la catégorie des poids légers.

## Hommes
| Catégorie                              | Or             | Argent           | Bronze             |
| -------------------------------------- | -------------- | ---------------- | ------------------ |
| Poids Fin (fourchette non précisée)    | Ki Yul SONG    | Jaime de Pablos  | Sheu Jiom Shi      |
| Poids Fin (fourchette non précisée)    | Ki Yul SONG    | Jaime de Pablos  | Ertugrul Turgay    |
| Poids mouche (fourchette non précisée) | Suk Kwang HA   | Jorge Ramirez    | Maritz von Marcher |
| Poids mouche (fourchette non précisée) | Suk Kwang HA   | Jorge Ramirez    | Francisco Garcia   |
| Poids coq (fourchette non précisée)    | Chong Ki KIM   | H. Shing         | H. Stoppe          |
| Poids coq (fourchette non précisée)    | Chong Ki KIM   | H. Shing         | R. Salazar         |
| Poids plume (fourchette non précisée)  | Chung Ho PARK  | Greg Fears       | P. Salim           |
| Poids plume (fourchette non précisée)  | Chung Ho PARK  | Greg Fears       | Fredirec Kouassi   |
| Poids léger (fourchette non précisée)  | Hwang Ming Der | Jae Chun CHOI    | Ernie Reyes        |
| Poids léger (fourchette non précisée)  | Hwang Ming Der | Jae Chun CHOI    | Eduardo Merchair   |
| Poids Welter (fourchette non précisée) | Yong Hap YU    | Theophile Dossou | Manuel Jurado      |
| Poids Welter (fourchette non précisée) | Yong Hap YU    | Theophile Dossou | Meller Rainer      |
| Poids moyens (fourchette non précisée) | Hur SONG       | James Kirby      | M. Salcedo         |
| Poids moyens (fourchette non précisée) | Hur SONG       | James Kirby      | Obregon            |
| Poids lourds (fourchette non précisée) | Jang Sik Ahn   | Lin Ying Peng    | Jung Dirk          |
| Poids lourds (fourchette non précisée) | Jang Sik Ahn   | Lin Ying Peng    | John Holloway      |

## Femmes
Aucune épreuve

## Tableau des médailles
| Rang | Nation         | Or | Argent | Bronze | Total |
| ---- | -------------- | -- | ------ | ------ | ----- |
| 1    | Corée du Sud   | 7  | 1      | 0      | 8     |
| 2    | Taipei chinois | 1  | 2      | 1      | 4     |
| 3    | États-Unis     | 0  | 2      | 2      | 4     |
| 4    | Mexique        | 0  | 1      | 4      | 5     |
| 5    | Côte d'Ivoire  | 0  | 1      | 1      | 2     |
| 6    | Équateur       | 0  | 1      | 0      | 1     |
| 7    | Allemagne      | 0  | 0      | 4      | 4     |
| 8    | Espagne        | 0  | 0      | 3      | 3     |
| 9    | Pays-Bas       | 0  | 0      | 1      | 1     |